# Wrexham (kommun)
Wrexham (kymriska: Wrecsam) är en kommun (principal area) med county borough-status i norra Wales. Den täcker delar av de traditionella grevskapen Denbighshire och Flintshire. Maelor Saesneg och Marford är de områden som historiskt låg i Flintshire.
Kommunen har fått sitt namn från huvudorten Wrexham. Andra orter är Rhosllanerchrugog, Gresford, Ruabon och Chirk.
Kommunen upprättades 1 april 1996. Det mesta av området tillhörde då distriktet Wrexham Maelor, medan några få områden togs från Glyndŵr. Kommunen har cirka 135 000 invånare (2022).

## Communities i Wrexham
För visst lokalt självstyre är Wrexham indelat i 34 communities:

- Abenbury
- Acton
- Bangor Is-y-coed
- Bronington
- Broughton
- Brymbo
- Caia Park
- Cefn
- Ceiriog Ucha
- Chirk
- Coedpoeth
- Erbistock
- Esclusham
- Glyntraian
- Gresford
- Gwersyllt
- Hanmer
- Holt
- Isycoed
- Llangollen Rural
- Llansantffraid Glyn Ceiriog
- Llay
- Maelor South
- Marchwiel
- Minera
- Offa
- Overton
- Penycae
- Rhosddu
- Rhosllanerchrugog
- Rossett
- Ruabon
- Sesswick
- Willington Worthenbury